# Patrick Kohlmann
Patrick Kohlmann (ur. 25 lutego 1983 w Dortmundzie) – niemiecko-irlandzki piłkarz występujący na pozycji obrońcy w Holstein Kiel.